# Clarence L. Gosse
Clarence Lloyd Gosse, né le 20 octobre 1912 et mort le 21 décembre 1996, est une personnalité politique canadienne, Lieutenant-gouverneur de la province de Nouvelle-Écosse de 1973 à 1978.